# Червони (Фрозиноне)
Червони је насеље у Италији у округу Фрозиноне, региону Лацио.
Према процени из 2011. у насељу је живело 71 становника. Насеље се налази на надморској висини од 158 м.